# Здание Сенатской типографии
Здание Сенатской типографии — снесённое здание в Москве, которое располагалось на месте второй очереди гостиницы «Москва» на Театральной площади.
Здание на этом месте появилось как часть архитектурного ансамбля Театральной площади, разработанного после Отечественной войны 1812 года архитектором О. И. Бове. Комиссия для строения в Москве поручила своему члену — архитектору И. М. Матвееву составить проект здания Сенатской типографии на западной стороне Театральной площади, которое было построено в 1821 году.
В первой половине XVIII в. здесь располагались здания московской полиции, затем Сенатской типографии и раскольнической конторы, а 19 октября 1748 года Сенат выделил две или три комнаты для школы архитектора Дмитрия Ухтомского. Она существовала примерно до 1860-х годов, а Сенатская типография была здесь до 1866 года, после этого здесь находился штаб корпуса жандармов.
Дом купил потомственный почётный гражданин Н. А. Журавлёв. В 1887 году он получил разрешение на перестройку дома. В новом здании была открыта гостиница «Континенталь». После революции и переноса столицы в Москву гостиница стала 3-м Домом-коммуной ЦК большевиков, затем переименованным в 20-й Дом Советов.
В конце 1920-х—начале 1930-х годов после создания организации «Востоккино» для распространения кинофильмов в республиках Средней Азии и Закавказья ей передали это здание с кинотеатром. После упразднения организации кинотеатр продолжал называться «Востоккино». После войны там поставили оборудование для показа стереофильмов. Кинотеатр стал называться «Стереокино».
В 1970-х годах здание было снесено для строительства второй очереди гостиницы «Москва».